# Büddenstedt
Büddenstedt är en ortsteil i kommunen Helmstedt i Landkreis Helmstedt i förbundslandet Niedersachsen i Tyskland. Büddenstedt var en kommun fram till 1 juli 2017 när den uppgick i Helmstedt. Kommunen Büddenstedt hade 2 485 invånare 2017.